# Tjyvballader och barnatro
Tjyvballader och barnatro är den svenska musikgruppen Jailbird Singers debutalbum utgivet 1964.
Gitarr och banjo spelades av amerikanen Tom Paley. 

## Låtlista
1. Mördar-Anders (med Cornelis Vreeswijk som låtskrivare)
2. En öl till (med Cornelis Vreeswijk som låtskrivare)
3. Där björkarna susa
4. Han har öppnat pärleporten
5. Precious Lord, Take My Hand
6. Jungman Jansson
7. Laredo
8. Give Me That Old Time Religion
9. Ovan där
10. Barnatro
11. Only if You Praise The Lord
12. Rulla på, rulla på (med Cornelis Vreeswijk som låtskrivare)

På den CD som säljs idag finns dessutom ytterligare fyra sånger, som Tony Granqvist gav ut på en EP-skiva 1964.
1. Din tur
2. Vägen till regnbågen
3. Var fanns du då?
4. Vårda henne väl